# Lista insulelor Australiei
Aceasta este o listă a insulelor ce intră în componența Australiei. Actualmente Australia are aprox. 8222 insulițe. Cea mai mare dintre ele este Tasmania.

## Teritoriul Capitalei Australiene

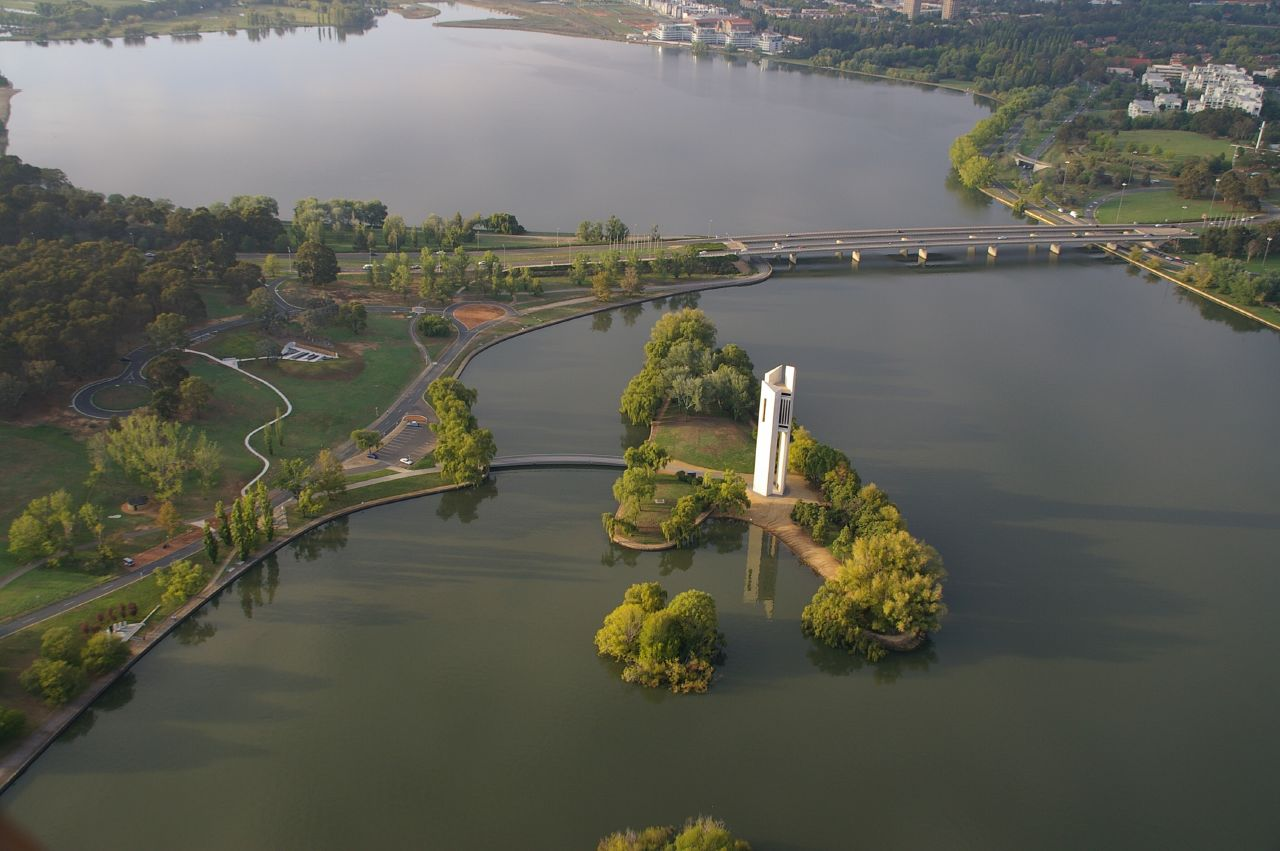
Insula Aspen

- Insula Aspen
- Insula Bowen
- Insula Pinos
- Insula Spinnaker
- Insula Springbank

## Teritoriile de Nord

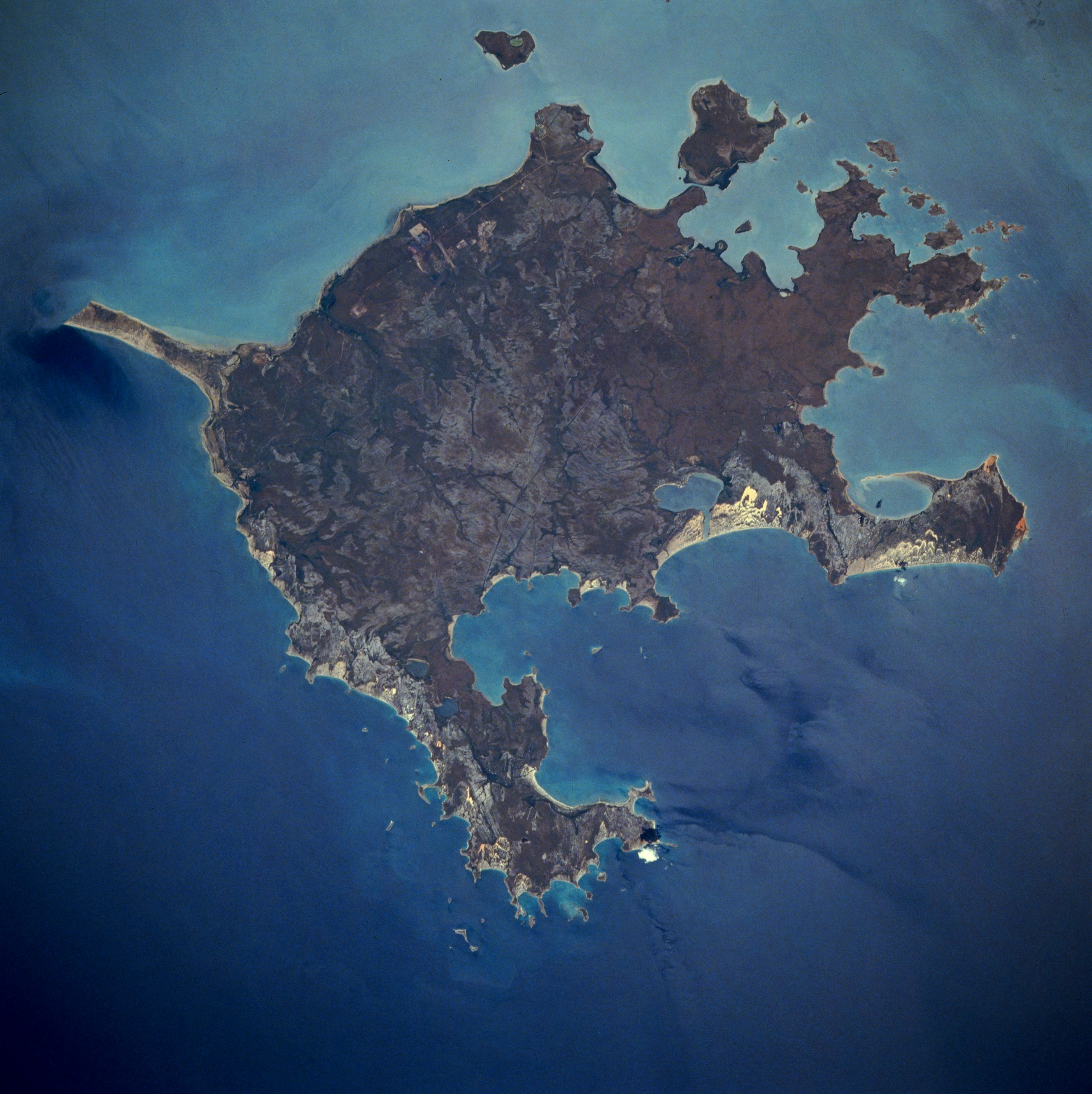
Insula Groote Eylandt

- Insula Bathurst
- Insula Bickerton
- Insula Cocodrilos
- Insula Crocker
- Insula Elcho
- Insula Goulburn
- Insula Groote Eylandt
- Insula Howard
- Insula Marchinbar
- Insula Melville
- Arhipelagul Sir Edward Pellew
- Arhipelagul Tiwi
- Insula Vanrlin
- Arhipelagul Wessel
- Insula Ului

## Noul Wales de Sud
- Insula Bare
- Insula Chatsworth
- Insula Clark
- Insula Cockatoo
- Insula Dangar
- Insula Darling
- Insula Esk
- Fort Nison
- Rezervația Naturală a celor 5 insule
- Insula Glebe
- Insula Goat
- Insula Ver
- Insula Harwood
- Insula León
- Insula Lord Howe
- Insula Montague
- Insula Muttonbird
- Insula Oxley
- Insula Pulbah
- Insula Rodd
- Insula Escocia
- Insula Tiburones
- Insula Snapper
- Insula Spectacle
- Insulele Solitarias
- Insula Wasp
- Insula Woodford

## Australia de Vest
- Arhipelagul Recherche
- Insula Barrow
- Arhipelagul Bonaparte
- Arhipelagul Buccaneer
- Insula Cabo Leeuwin
- Insula Carnac
- Arhipelagul Dampier
- Insula Dirk Hartog
- Insula Jardines
- Houtman Abrolhos
- Insulele Lacepe
- Insula Molloy
- Insulele Montebello
- Insula Ronsard
- Insula Rottnest
- Insula Rowley Shoals
- Recifii Scott și Seringapatam
- Insula Wedge

## Australia de Sud
- Insula Granite
- Insula Hindmarsh
- Insula Cangurului
- Insula Neptuna
- Arhipelagul Nuyts
- Insula Flinrs
- Insulele Pearson
- Insula San Francis
- Insula San Pedro
- Insula Spilsby
- Insula Thistle
- Insula Torrens
- Insula Wedge

## Tasmania

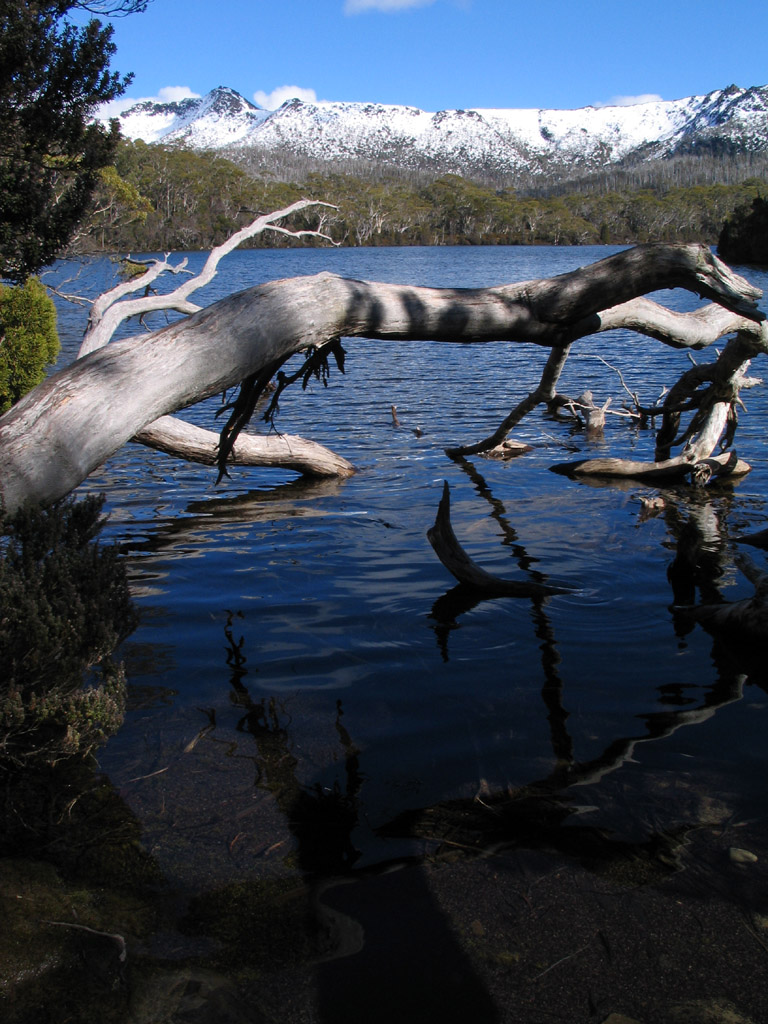
Insula Tasmania

- Insula Tasmania
- Insula Alabatros
- Insula Bruny
- Insula Cabo Barren
- Insula Clarke
- Insula  Witt
- Insula Eddystone
- Insula Flinrs
- Insula l Goat
- Insula Hogan
- Insula Hunter
- Insula Robbins
- Insula tres montes
- Insula Rey
- Insula Louisa
- Insula Maatsuyker
- Insula Macquarie
- Insula Maria
- Insula Pedra Branca
- Insula Rodondo
- Insula Sarah
- Insula Schouten
- Insula Waterhouse

## Victoria
- Insula Anser
- Insula Barrallier
- Insula Bennison
- Insula Beveridge
- Insula Chinaman
- Insula Churchill
- Insula Corner
- Insula Patos
- Insula Elizabeth
- Insula Francesa
- Insula Gabo
- Insula Griffiths
- Insula Herring
- Insula Joe
- Insula Kanowna
- Insula doamna Julia Percy
- Insulele Mud
- Insula Norman
- Insula Pental
- Insula Phillip
- Insula Raymond
- Insula Rotamah
- Insula Shellback
- Insulele Șerpilor
- Insula Sunday
- Insula Swan
- Insula Tullaberga

## Alte teritorii
- Arhipelagul Ashmore and Cartier
- Insula Crăciunului
- Insula Heart
- Insula McDonald

#### Teritoriul Antarctic Australian
- - Insula Achernar
  - Insula Masson
  - Insula Hawker
  - Arhipelagul Frazier
  - Insula Giganteus

#### Arhipelagul Cocosși Keeling
- - Insula Horsburgh
  - Insula Home
  - Insula Keeling de Nord
  - Insula Keeling de Est

#### Insulele Mării de Corali
- - Insula Cato
  - Insula Elizabeth Reef
  - Insula Middleton Reef]]
  - Insula Willis

#### Insulele Norfolk
- - Insula Norflok
  - Insula Nepean
  - Insula Phillip